# Trsatkyrkogården
Trsatkyrkogården (kroatiska: Groblje Trsat) är en begravningsplats i Rijeka i Kroatien. Den kulturminnesmärkta begravningsplatsen är belägen i lokalnämndsområdet och stadsdelen Trsat. Begravningsplatsen invigdes år 1901 och sköts idag av det kommunala bolaget Kozala d.o.o.. Dess yta uppgår till 3,40 hektar och per den 31 december 2015 uppgick antalet gravsatta på  begravningsplatsen till 20 825 personer.

## Arkitektur och utformning
Trsatkyrkogårdens hortikulturella utformning med bland annat grönska och växtlighet mellan gravstenarna utgör ett viktigt exempel på landskapsarkitektur och ligger till grund för dess kulturmärkning. På begravningsplatsen finns flera gravstenar och familjegravar som utformats av lokala och nationella arkitekter, däribland Rendić, Emili, Kolacio, Sila, Trnski, Ramous, Turković och Klen.